# آلسینوس
آلسینوس (یونانی: Ἀλκίνοος) فیلسوف افلاطونی میانه بود. او احتمالاً در قرن دوم پس از میلاد می‌زیسته است، اگرچه چیزی از زندگی او در دست نیست. او نویسنده کتاب راهنمای افلاطونی است که نمونه‌ای از افلاطونیسم میانی است که به عنوان کتابچه راهنمای معلمان در نظر گرفته شده است. برخی از محققان او را آلبینوس میانه قرن دوم می‌پندارند.